# Saint-Julien-d'Ance
Pour les articles homonymes, voir Saint-Julien et Ance.
Saint-Julien-d'Ance est une commune française située dans le département de la Haute-Loire en région Auvergne-Rhône-Alpes.

## Géographie

### Localisation
La commune de Saint-Julien-d'Ance se trouve dans le département de la Haute-Loire, en région Auvergne-Rhône-Alpes.
C'est une région de moyenne montagne, au climat continental avec des étés qui peuvent être très chauds, et des hivers extrêmement rigoureux.
Elle se situe à 47 km par la route du Puy-en-Velay, préfecture du département, et à 9 km de Craponne-sur-Arzon, bureau centralisateur du canton du Plateau du Haut-Velay granitique dont dépend la commune depuis 2015 pour les élections départementales.
Les communes les plus proches sont : 
Saint-Georges-Lagricol (2,2 km), Saint-André-de-Chalencon (5,6 km), Craponne-sur-Arzon (5,9 km), Boisset (5,9 km), Tiranges (5,9 km), Saint-Pierre-du-Champ (6,3 km), Saint-Pal-de-Chalencon (6,8 km), Beaune-sur-Arzon (8,0 km).
|                        | Usson-en-Forez Loire | Saint-Pal-de-Chalencon   |
| Saint-Georges-Lagricol | Saint-Julien-d'Ance  | Boisset                  |
| Saint-Pierre-du-Champ  |                      | Saint-André-de-Chalencon |

### Climat
Pour des articles plus généraux, voir Climat d'Auvergne-Rhône-Alpes et Climat de la Haute-Loire.
En 2010, le climat de la commune est de type climat des marges montargnardes, selon une étude du Centre national de la recherche scientifique s'appuyant sur une série de données couvrant la période 1971-2000. En 2020, Météo-France publie une typologie des climats de la France métropolitaine dans laquelle la commune est exposée à un climat de montagne ou de marges de montagne et est dans la région climatique Nord-est du Massif Central, caractérisée par une pluviométrie annuelle de 800 à 1 200 mm, bien répartie dans l’année.
Pour la période 1971-2000, la température annuelle moyenne est de 8,9 °C, avec une amplitude thermique annuelle de 16,2 °C. Le cumul annuel moyen de précipitations est de 788 mm, avec 8,8 jours de précipitations en janvier et 6,9 jours en juillet. Pour la période 1991-2020, la température moyenne annuelle observée sur la station météorologique de Météo-France la plus proche, « Tiranges », sur la commune de Tiranges à 6 km à vol d'oiseau, est de 10,6 °C et le cumul annuel moyen de précipitations est de 758,9 mm,. Pour l'avenir, les paramètres climatiques de la commune estimés pour 2050 selon différents scénarios d'émission de gaz à effet de serre sont consultables sur un site dédié publié par Météo-France en novembre 2022.

### Géologie et relief
Le sol, d'origine essentiellement volcanique (le plateau d'Échaffois correspond à l'ancien cratère du volcan), est riche et productif. Si les parcelles de terre sont plutôt petites eu égard aux nombreuses déclivités, leur rendement est bon. Elles produisent de l'excellent froment et la culture de la lentille, au XIXe siècle, pouvait rivaliser en qualité avec celle pratiquée à Saint-Paulien ou Polignac.
Sur la rive gauche de l'Ance, le terrain est plus granitique. Mais les dépôts sédimentaires lui apportent une grande fécondité. On y récolte le seigle, l'orge, l'avoine, le colza, la rave et la pomme de terre. Jusqu'au XIXe siècle, le chanvre était également abondamment cultivé mais a été abandonné au profit d'autre textiles,.
Au-dessus du village, dans le hameau de Bourianne, au flanc du plateau de Vacherolles, se trouve la coulée de lave de Bourianne, datant d'environ deux millions d'années et s'étalant sur plus d'un kilomètre. Il s'agit en fait d'un couloir d'éboulis, une véritable rivière de pierre. Cette coulée serait sortie du volcan de l'Echaffoit, il y a 6,5 millions d'années et en se refroidissant a formé des orgues de basalte de forme hexagonale.
La rivière de l'Ance du Nord a creusé sa vallée sur les bords de la coulée dans les roches plus tendres aussi le basalte a constitué un plateau dont les bords ont été soumis au gel de la dernière période glaciaire, ce qui a provoqué l'éboulement du basalte. Les sources souterraines coulant sous la coulée de lave, entraînant l'argile font reposer les blocs de basalte sur du vide, ce qui a contribué à l'effondrement du plateau. La vue du sommet de la coulée permet de visualiser la rivière de pierres et un panorama sur la vallée de l'Ance, les monts du Forez jusqu'au sommet de Pierre-sur-Haute. Un sentier permet depuis le parking de Bourianne d'en faire le tour, et il est possible d'accéder au plateau en voiture par le village de Longefonds.

### Faune et flore
Le territoire de la commune est très boisé, essentiellement par des essences de pins, hêtres et sapins. Une faune nombreuse les peuple : écureuils, renards, sangliers, chevreuils. C'est aussi un bon territoire pour l'observation ornithologique. Le héron cendré a été récemment réintroduit avec succès.

### Hydrographie
Située au Nord Est du département de la Haute-Loire, dans la vallée de l'Ance du Nord. La commune est traversée par l'Ance d'ouest en est.
Cette dernière prend sa source à 1 345 m d'altitude, près de la jasserie de Pégrol, sur la commune de Valcivières (Puy-de-Dôme) et rejoint la Loire, à Bas en Basset (en Haute Loire). Elle comporte un affluent, Le Chandieu. Elle est connue pour la pureté de ses eaux.

## Urbanisme

### Typologie
Au 1er janvier 2024, Saint-Julien-d'Ance est catégorisée commune rurale à habitat très dispersé, selon la nouvelle grille communale de densité à sept niveaux définie par l'Insee en 2022.
Elle est située hors unité urbaine et hors attraction des villes,.

### Occupation des sols
L'occupation des sols de la commune, telle qu'elle ressort de la base de données européenne d’occupation biophysique des sols Corine Land Cover (CLC), est marquée par l'importance des territoires agricoles (55,3 % en 2018), une proportion identique à celle de 1990 (55,3 %). La répartition détaillée en 2018 est la suivante : 
forêts (43,7 %), zones agricoles hétérogènes (32,6 %), prairies (22,7 %), milieux à végétation arbustive et/ou herbacée (1 %). L'évolution de l’occupation des sols de la commune et de ses infrastructures peut être observée sur les différentes représentations cartographiques du territoire : la carte de Cassini (XVIIIe siècle), la carte d'état-major (1820-1866) et les cartes ou photos aériennes de l'IGN pour la période actuelle (1950 à aujourd'hui).

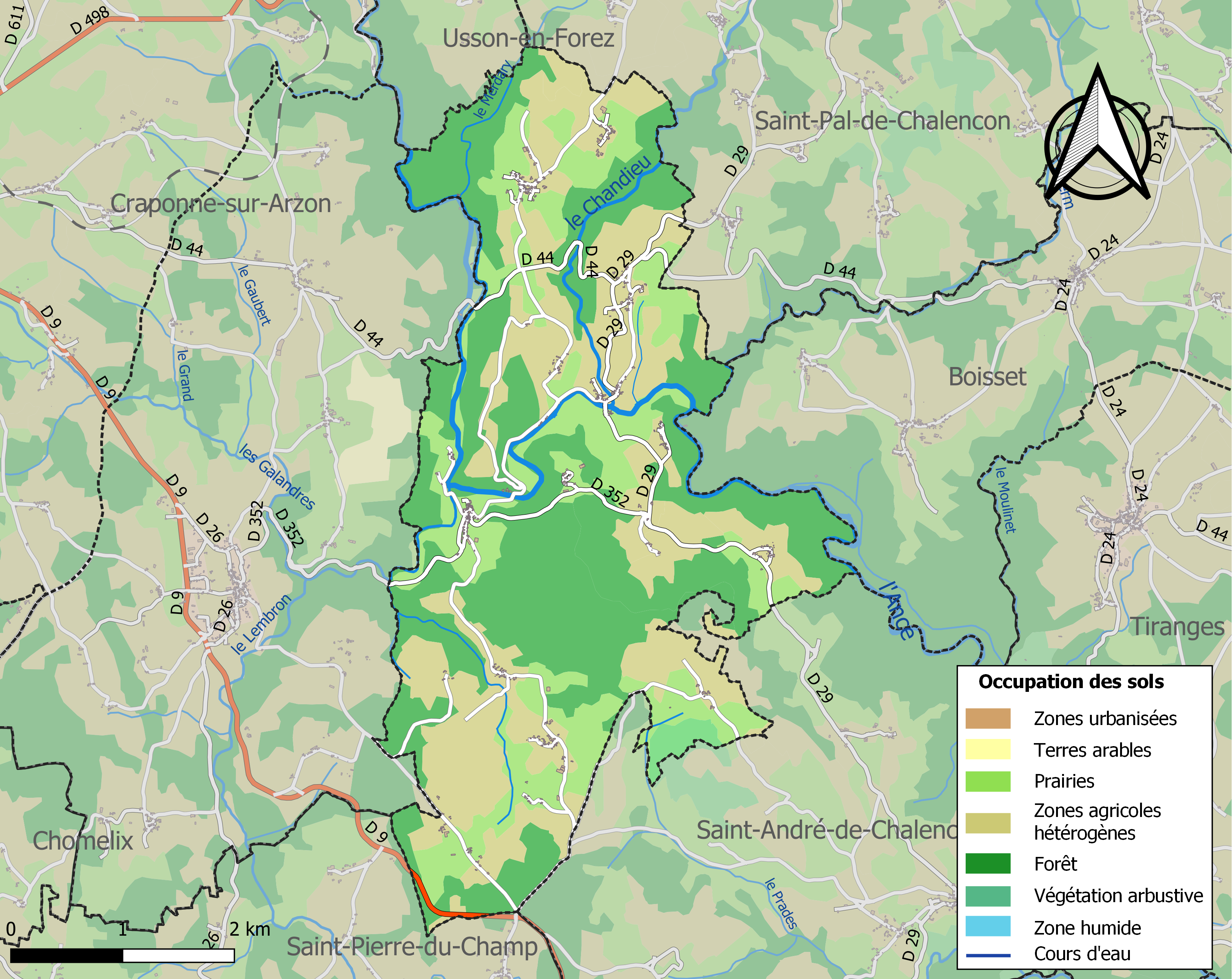
Carte des infrastructures et de l'occupation des sols de la commune en 2018 (CLC).

### Habitat et logement
En 2018, le nombre total de logements dans la commune était de 235, alors qu'il était de 235 en 2013 et de 227 en 2008.
Parmi ces logements, 46,3 % étaient des résidences principales, 42,5 % des résidences secondaires et 11,2 % des logements vacants. Ces logements étaient pour 96,6 % d'entre eux des maisons individuelles et pour 1,3 % des appartements.
Le tableau ci-dessous présente la typologie des logements à Saint-Julien-d'Ance en 2018 en comparaison avec celle de la Haute-Loire et de la France entière. Une caractéristique marquante du parc de logements est ainsi une proportion de résidences secondaires et logements occasionnels (42,5 %) supérieure à celle du département (16,1 %) et à celle de la France entière (9,7 %). Concernant le statut d'occupation de ces logements, 88,1 % des habitants de la commune sont propriétaires de leur logement (90,2 % en 2013), contre 70 % pour la Haute-Loire et 57,5 pour la France entière.
| Typologie                                               | Saint-Julien-d'Ance | Haute-Loire | France entière |
| ------------------------------------------------------- | ------------------- | ----------- | -------------- |
| Résidences principales (en %)                           | 46,3                | 71,5        | 82,1           |
| Résidences secondaires et logements occasionnels (en %) | 42,5                | 16,1        | 9,7            |
| Logements vacants (en %)                                | 11,2                | 12,4        | 8,2            |

## Toponymie
Les formes anciennes sont : Parochia Sancti Juliani vers 1021, Parochia Sancti Juliani d'Ansa en 1311, Sant-Jolia-d'Anse en 1507, Par. de Sanct-Julien-d'Ansa en Vellay en 1545, Sainct-Julien-d'Ansse en 1572, Ecclesia Sancti Juliani de Ansa en 1715, Montdance en 1793,.
Le toponyme Ance désigne une rivière de 77 km qui se jette dans la Loire, à proximité de Bas-en-Basset. Il provient du gaulois antiā, dérivé de la racine ant(o)-, signifiant « fin, tête, orée ».

## Histoire
Le territoire de Saint-Julien-d'Ance fut sans doute habité dès les temps préhistoriques, comme l'attestent un polissoir en pierre et différents objets donnés au musée Crozatier au Puy-en-Velay découverts au Fieu. L'abbé Payrard mentionne également les restes d'un monument gaulois sur le plateau d'Échaffois. La commune est traversée par une ancienne voie romaine importante dont on trouve des vestiges sur le même plateau. Un trésor de 32 médailles romaines, découvert dans un champ près du village du Best en 1867, se trouve aussi au Musée du Puy. Les spécialistes datent la frappe de ces médailles entre 253 et 272.
Le lieu est cité dans des écrits dès 958. La paroisse était desservie par un prieur de l'ordre des Prémontrés nommé par l'abbé de Doue, près du Puy-en-Velay. Les curés-prieurs dépendirent directement de l'abbaye de Doue jusqu'à la Révolution.
Saint-Julien-d'Ance était rattaché à la province du Forez jusqu'en 1789 pour la partie située sur la rive gauche de l'Ance, et au Velay pour la rive droite. C'est au XIVe siècle que la rivière l'Ance formera la frontière entre le Forez (Lyonnais) et le Velay (Languedoc).
Le 16 juin 1666 des paroissiens assassinèrent leur curé-prieur, Théofrède Plantin, dans l'église à l'issue de la messe parce que celui-ci, plutôt âpre au gain, voulait aligner la contribution de ses ouailles côté Forez, jusqu'alors plus favorable dans cette juridiction, avec la dîme plus importante versée par la partie vellave. L'église resta fermée (« interdite ») de longues années et les paroissiens répartis dans les paroisses voisines en fonction de leur lieu d'habitation. Elle ne fut « réconciliée » que le 27 février 1678 par Mgr de Béthune, évêque du Puy après une « dépollution » d'une douzaine d'années environ.
La paroisse n'échappa pas à la tourmente révolutionnaire, même si un grand fond de piété lui évita les excès qui en caractérisèrent d'autres. Néanmoins, l'église fut profanée, une de ses cloches envoyées à la fonte des canons et la flèche de son clocher abattue. Elle n'a jamais été relevée. L'abbé Jean-Baptiste Mosnier, fut guillotiné au Puy le 19 juin 1794, pour avoir rétracté publiquement son serment à la constitution civile du clergé, puis de poursuivre clandestinement son apostolat. Le curé de Saint-Julien, Antoine Reynier avait fait de même le 1er juillet 1791, mais il se fit oublier jusqu'en 1797 où il retrouva sa paroisse. Durant toute cette période, la majeure partie de la population de Saint-Julien, mais aussi de toute la région de Craponne, resta fidèle aux prêtres non jureurs et leur apporta une aide constante.
Essentiellement agricole, la population se composait aussi de forgerons, aubergistes, boulangers, tailleurs d'habit, sabotiers. La culture du chanvre occupait une place de choix[réf. souhaitée] : il était essentiellement utilisé pour la confection des vêtements et du linge de maison. Le chanoine Pontvianne fait plusieurs fois mention de cette culture dans son ouvrage déjà cité (La ville et le canton de Craponne) et de nombreux moulins possédaient des meules pour le chanvre (In Pierre Carrou - Les moulins - Société d'archéologie, d'histoire et de géologie de la région de Craponne, 1997). Peu confortable, rêche mais quasi inusable, il fut remplacé peu à peu par des textiles plus doux et agréables à porter. La culture de la pomme de terre (appelée dans la région « truffe » ou « trifola ») était pratiquée sur le plateau craponnais avant Parmentier. Dès 1750, il en est fait mention à Saint-Julien dans des actes de partage ou des testaments.
La commune a compté jusqu'à 1 260 habitants au XIXe siècle. La Première Guerre mondiale et l'exode rural ont divisé ce chiffre par six. Depuis l'an 2000, la courbe remonte légèrement.

### La dentelle au carreau
L'industrie de la dentelle occupa les femmes de l'ancien régime jusqu'au milieu du XXe siècle. Bien que peu rémunératrice, elle apportait un salaire d'appoint non négligeable dans les ménages. C'était aussi la principale ressource des femmes célibataires. La dentelle des environs de Craponne était particulièrement prisée, comme le montre la Médaille d'or obtenue à l'exposition universelle de Paris en 1900 par la maison Surrel. Plusieurs négociants craponnais doivent à cette industrie une fortune considérable. Des milliers de dentellières à domicile travaillaient pour eux à St-Julien et dans tout le canton.
Le jour de passage du « leveur », chargé de collecter la dentelle pour le compte du négociant (à Saint-Julien essentiellement la famille Surrel, de Craponne - Rémi Laroere - op. cit.) était important pour la communauté et source d'une animation inaccoutumée. Ce jour-là, il y avait dans les villages force débauche de café, de gâteaux secs voire de « ratafia ». Le « leveur » fournissait également le fil, les cartons, les fuseaux de buis (il en existait plusieurs dizaines de modèles suivant le point à effectuer), les épingles à tête de verre multicolores. Ces fournitures étaient retenues sur le salaire, et le bénéfice de la dentellière s'en trouvait réduit d'autant. L'achat du « carreau », orné de toile cirée fleurie et d'images pieuses coloriées et dentelées achetées au colporteur, incombait aussi à l'artisane. Souvent, elle en héritait de sa propre mère.
De nombreux documents ont été conservés par la famille Lagnier qui habita le village de la fin du Moyen Âge jusqu'au XXe siècle dont la postérité se poursuit dans la famille Salanon.
Cette belle industrie peu rémunératrice nécessitant habileté et délicatesse disparut progressivement, passée de mode et remplacée par le tissage mécanique.

### Les meuniers
À côté de grands propriétaires aristocrates (de Drossanges du Fieu, de Pradier d'Agrain, Torrilhon de Vacherolles) résidant souvent en dehors de la commune, les familles « notables » étaient essentiellement représentées par les meuniers (cf liste des plus gros contribuables de la commune aux archives départementales de Haute-Loire, et liste des maires et adjoints de St-Julien). Ils étaient nombreux au bord de l'Ance, du Lembron ou de l'Andrable : on dénombrait onze moulins à eau sur le territoire de la commune. Certains jouissaient d'une véritable aisance (Salanon à Ancette, Jouve puis Cathaud au Rodier, dont le moulin était entouré d'un domaine foncier considérable, Monier à Giroux).
Mention est faite du moulin d'Ancette dans un acte du 2 octobre 1345 passé entre Hugues de Châteauneuf, chanoine de Brioude, et Hugues de Villedieu. Le patronyme Salanon y apparaît pour la première fois en 1639. Ce moulin a cessé son activité (essentiellement farine animale destinée aux agriculteurs des environs) en 1976. Il continue de nos jours à fonctionner pour le tourisme.
Le moulin du Rodier est nommé dans le cartulaire de Chamalières en 1213. Il traitait aussi bien les céréales que l'huile, le chanvre ou le trèfle. C'était un ensemble important, propriété au XVIIe siècle de la famille Telheyre. Au XVIIIe, il passa par mariage aux Jouve puis aux Cathaud jusqu'en 1889 où les bâtiments et le domaine furent vendus et affermés en plusieurs lots. Il cessa son activité en 1967, date à laquelle le dernier propriétaire profita de la chute d'eau pour installer une petite centrale électrique reliée à EDF et détruire la belle maison de maître du meunier qui menaçait ruine.
L'existence du moulin de Giroux est prouvée par le cartulaire de Chamalières en 1038. Il s'appelait alors moulin du Fieu (situé juste au pied du château éponyme). En 1670 son propriétaire est déjà un Monier. Cette famille assurera son exploitation, essentiellement de farine panifiable, durant des siècles. Aux XIXe et XXe siècles, ses installations furent considérablement modernisées et la minoterie Monier-Foucherand prospéra jusqu'en 1965 où le dernier meunier, Jean Monier, prit sa retraite et vendit la chute à la Société de l'usine électrique de Giroux. Le moulin s'arrêta après presque un millénaire d'activité.

## Politique et administration

### Découpage territorial
La commune de Saint-Julien-d'Ance est membre de la communauté d'agglomération du Puy-en-Velay, un établissement public de coopération intercommunale (EPCI) à fiscalité propre créé le 26 décembre 2016 dont le siège est à Le Puy-en-Velay. Ce dernier est par ailleurs membre d'autres groupements intercommunaux.
Sur le plan administratif, elle est rattachée à l'arrondissement du Puy-en-Velay, au département de la Haute-Loire, en tant que circonscription administrative de l'État, et à la région Auvergne-Rhône-Alpes.
Sur le plan électoral, elle dépend du canton du Plateau du Haut-Velay granitique pour l'élection des conseillers départementaux, depuis le redécoupage cantonal de 2014 entré en vigueur en 2015, et de la deuxième circonscription de la Haute-Loire pour les élections législatives, depuis le redécoupage électoral de 1986.

## Population et société

### Démographie

#### Évolution démographique
L'évolution du nombre d'habitants est connue à travers les recensements de la population effectués dans la commune depuis 1793. Pour les communes de moins de 10 000 habitants, une enquête de recensement portant sur toute la population est réalisée tous les cinq ans, les populations de référence des années intermédiaires étant quant à elles estimées par interpolation ou extrapolation. Pour la commune, le premier recensement exhaustif entrant dans le cadre du nouveau dispositif a été réalisé en 2006.

En 2022, la commune comptait 248 habitants, en stagnation par rapport à 2016 (Haute-Loire : +0,36 %, France hors Mayotte : +2,11 %).
| 1793  | 1800 | 1806  | 1821  | 1831  | 1836  | 1841  | 1846  | 1851  |
| ----- | ---- | ----- | ----- | ----- | ----- | ----- | ----- | ----- |
| 1 283 | 960  | 1 065 | 1 140 | 1 264 | 1 236 | 1 217 | 1 221 | 1 184 |

| 1856  | 1861  | 1866  | 1872  | 1876 | 1881  | 1886  | 1891 | 1896 |
| ----- | ----- | ----- | ----- | ---- | ----- | ----- | ---- | ---- |
| 1 166 | 1 159 | 1 175 | 1 065 | 978  | 1 034 | 1 004 | 967  | 879  |

| 1901 | 1906 | 1911 | 1921 | 1926 | 1931 | 1936 | 1946 | 1954 |
| ---- | ---- | ---- | ---- | ---- | ---- | ---- | ---- | ---- |
| 808  | 860  | 817  | 706  | 663  | 602  | 618  | 545  | 486  |

| 1962 | 1968 | 1975 | 1982 | 1990 | 1999 | 2006 | 2011 | 2016 |
| ---- | ---- | ---- | ---- | ---- | ---- | ---- | ---- | ---- |
| 408  | 348  | 263  | 251  | 224  | 213  | 234  | 240  | 248  |

| 2021 | 2022 | - | - | - | - | - | - | - |
| ---- | ---- | - | - | - | - | - | - | - |
| 247  | 248  | - | - | - | - | - | - | - |

#### Pyramide des âges
La population de la commune est relativement âgée.
En 2018, le taux de personnes d'un âge inférieur à 30 ans s'élève à 28,6 %, soit en dessous de la moyenne départementale (31 %). À l'inverse, le taux de personnes d'âge supérieur à 60 ans est de 34,7 % la même année, alors qu'il est de 31,1 % au niveau départemental.
En 2018, la commune comptait 126 hommes pour 121 femmes, soit un taux de 51,01 % d'hommes, légèrement supérieur au taux départemental (49,13 %).
Les pyramides des âges de la commune et du département s'établissent comme suit.
| Hommes | Classe d’âge | Femmes |
| ------ | ------------ | ------ |
| 0,0    | 90 ou +      | 0,0    |
| 9,4    | 75-89 ans    | 10,7   |
| 25,2   | 60-74 ans    | 24,0   |
| 19,7   | 45-59 ans    | 19,0   |
| 16,5   | 30-44 ans    | 18,2   |
| 14,2   | 15-29 ans    | 8,3    |
| 15,0   | 0-14 ans     | 19,8   |

| Hommes | Classe d’âge | Femmes |
| ------ | ------------ | ------ |
| 0,9    | 90 ou +      | 2,5    |
| 8,4    | 75-89 ans    | 11,7   |
| 20,4   | 60-74 ans    | 20,5   |
| 21,3   | 45-59 ans    | 20,3   |
| 16,8   | 30-44 ans    | 16,3   |
| 15,2   | 15-29 ans    | 13,2   |
| 17     | 0-14 ans     | 15,6   |

## Économie

### Revenus
En 2018, la commune compte 117 ménages fiscaux, regroupant 262 personnes. La médiane du revenu disponible par unité de consommation est de 19 360 € (20 800 € dans le département).

### Emploi
| Division       | 2008  | 2013  | 2018  |
| -------------- | ----- | ----- | ----- |
| Commune        | 4,8 % | 7,5 % | 8,5 % |
| Département    | 6,3 % | 7,7 % | 7,7 % |
| France entière | 8,3 % | 10 %  | 10 %  |

En 2018, la population âgée de 15 à 64 ans s'élève à 140 personnes, parmi lesquelles on compte 73 % d'actifs (64,5 % ayant un emploi et 8,5 % de chômeurs) et 27 % d'inactifs,. En 2018, le taux de chômage communal (au sens du recensement) des 15-64 ans est supérieur à celui du département, mais inférieur à celui de la France, alors qu'il était inférieur à celui du département et de la France en 2008.
La commune est hors attraction des villes,. Elle compte 30 emplois en 2018, contre 37 en 2013 et 39 en 2008. Le nombre d'actifs ayant un emploi résidant dans la commune est de 91, soit un indicateur de concentration d'emploi de 33 % et un taux d'activité parmi les 15 ans ou plus de 50,2 %.
Sur ces 91 actifs de 15 ans ou plus ayant un emploi, 24 travaillent dans la commune, soit 26 % des habitants. Pour se rendre au travail, 81,3 % des habitants utilisent un véhicule personnel ou de fonction à quatre roues, 1,1 % les transports en commun, 5,5 % s'y rendent en deux-roues, à vélo ou à pied et 12,1 % n'ont pas besoin de transport (travail au domicile).

## Culture locale et patrimoine

### Lieux et monuments
- Le barrage de Passouira.

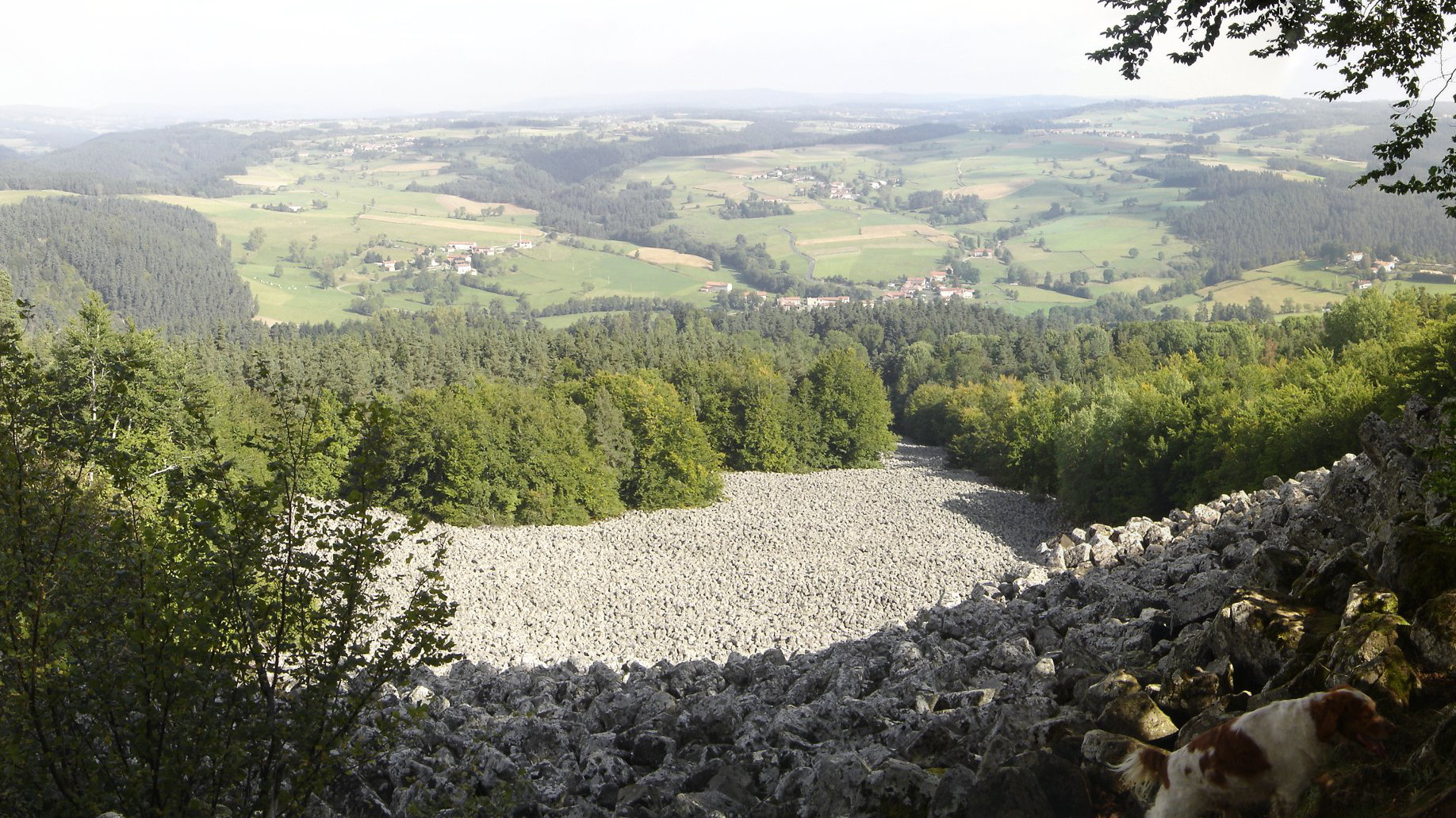
La coulée de lave de Bourianne

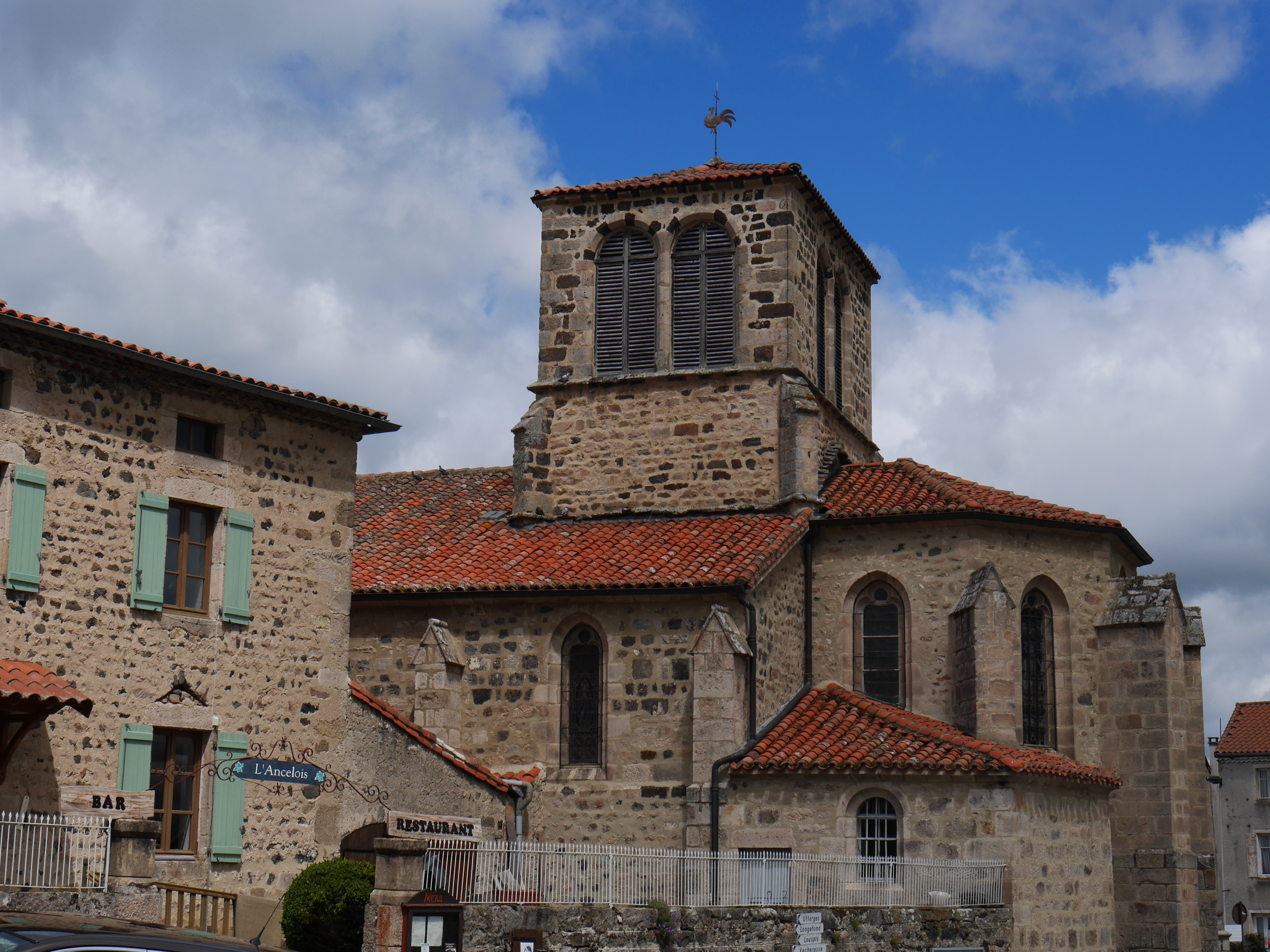
L'église Saint-Julien

- L'église Saint-Julien, du XVIe siècle avec des réemplois romans du XIIe siècle et sa crypte classée.
- Croix, dont une monumentale à Uffarges, fin XVIe siècle, inscrite (1701 est une date de ré-érection).
- La coulée de lave de la Bourianne[33], il s'agit en fait d'un éboulis.

Une éruption volcanique a laissé des gros blocs de pierre.
Un sentier balisé conduit au sommet où une table d'orientation qui permet d'admirer un panorama exceptionnel.
- Le moulin d'Ancette du XIVe siècle.
- La rivière l'Ance qui serpente jusqu'à la Loire.

#### Croix de Saint-Julien-d'Ance

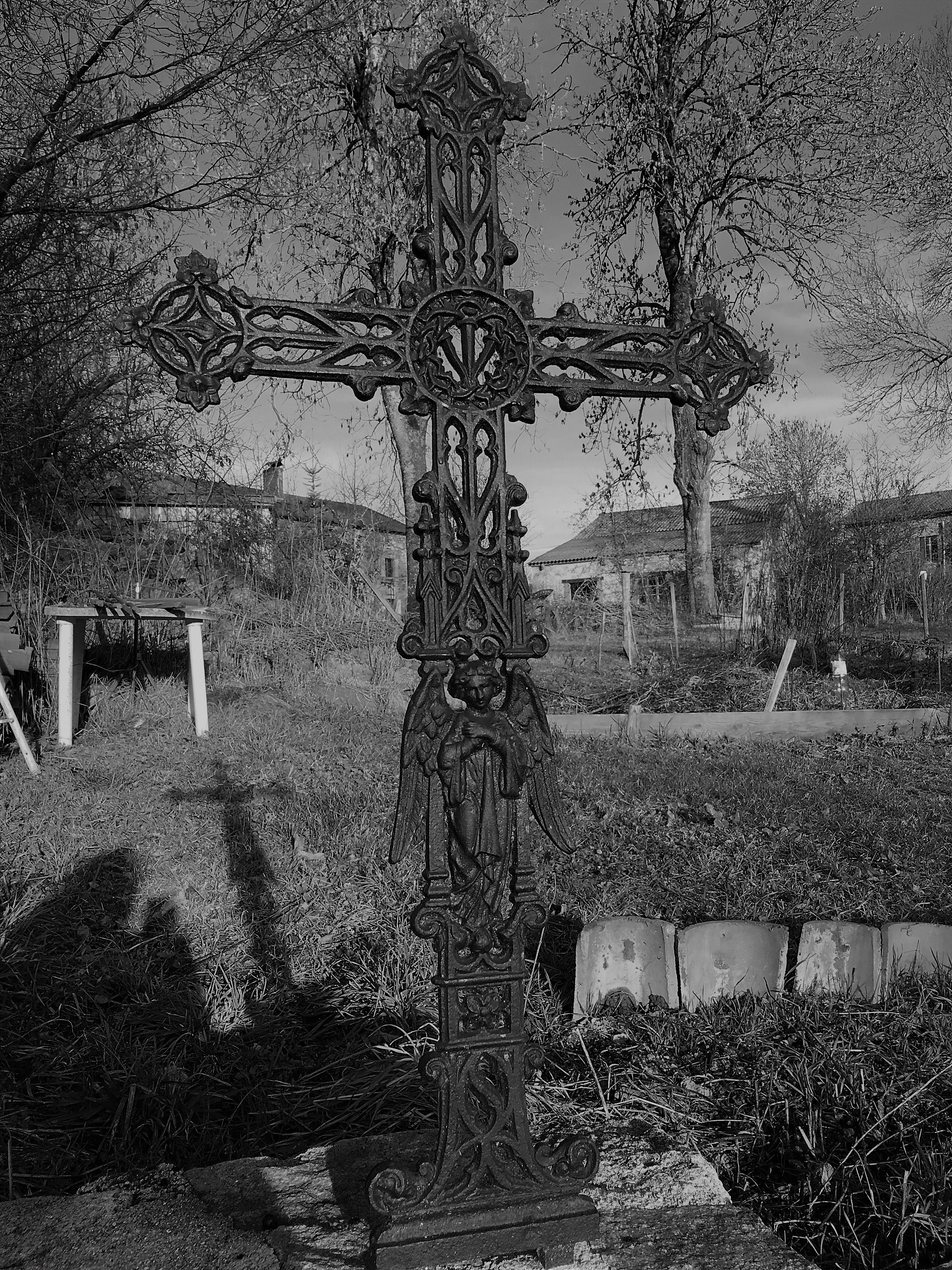
Crois Laprat bis
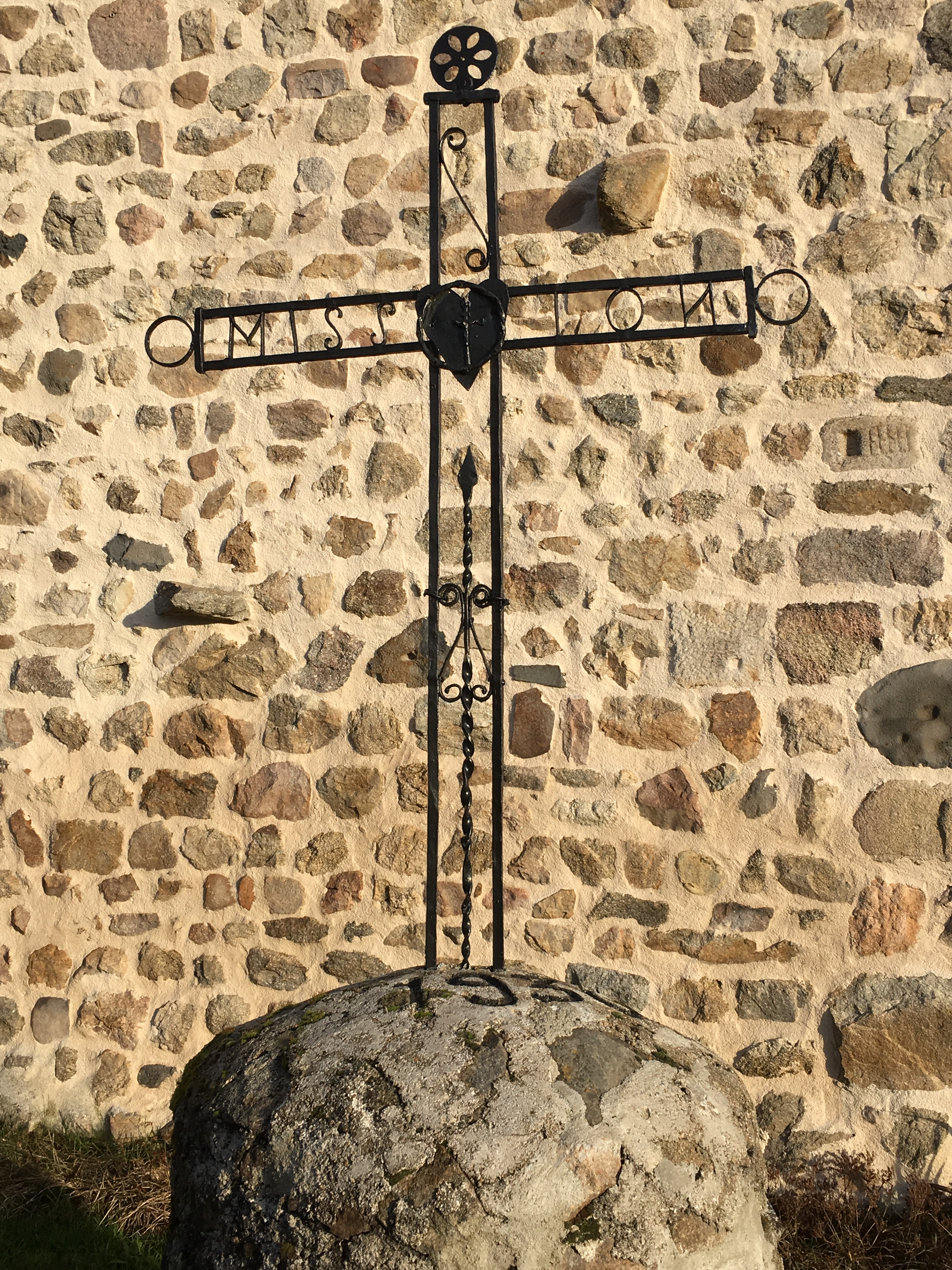
Croix Laprat
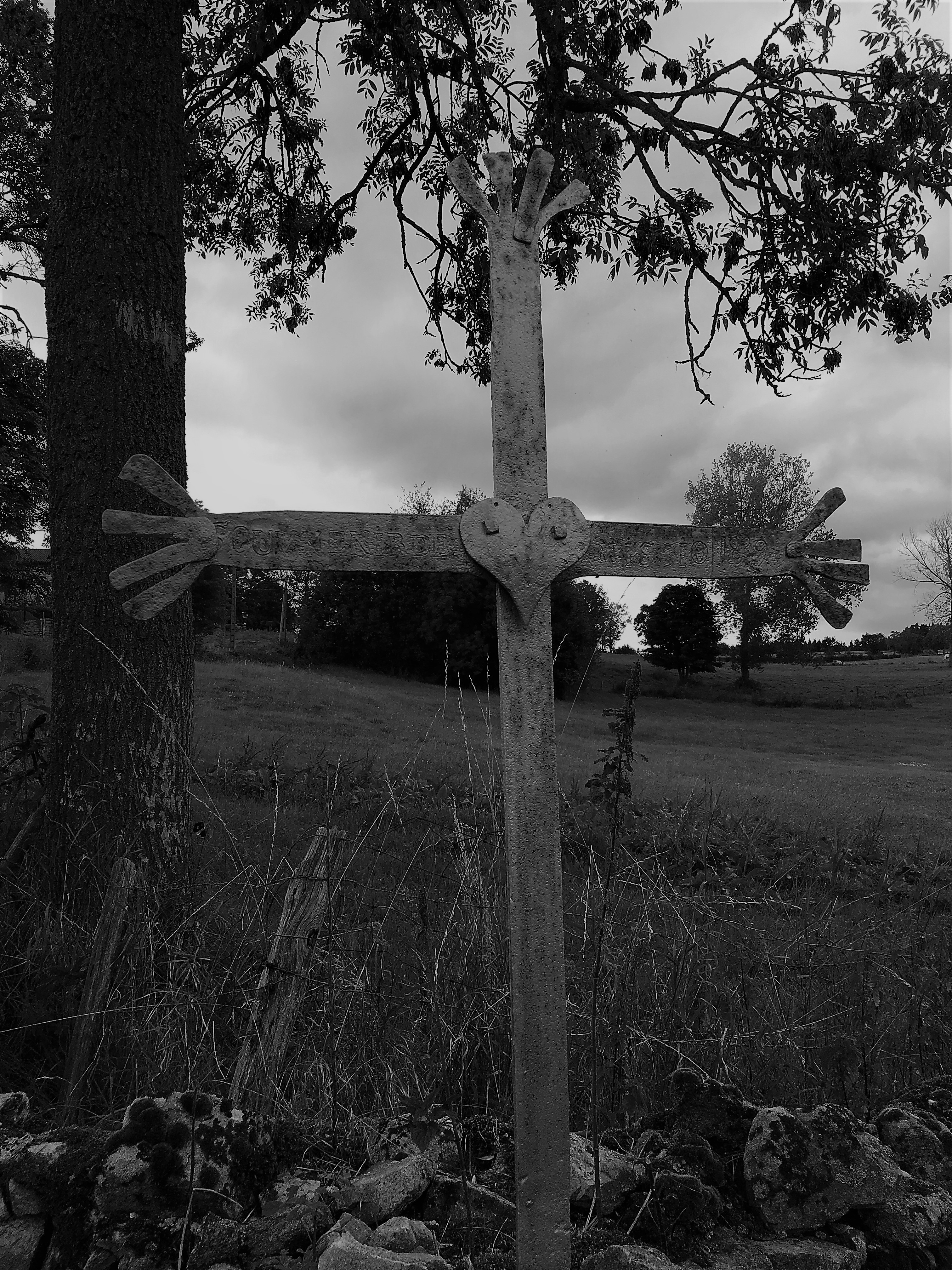
Croix Voirac
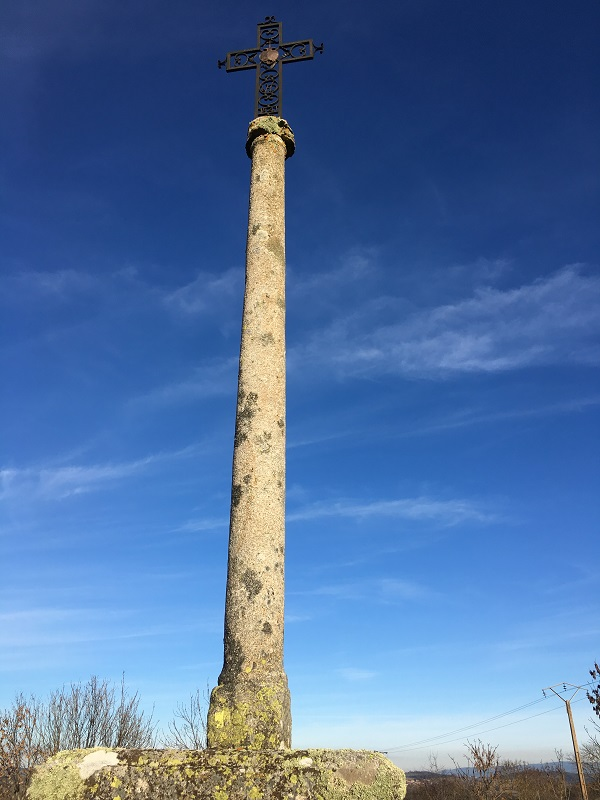
Croix Vacherolles
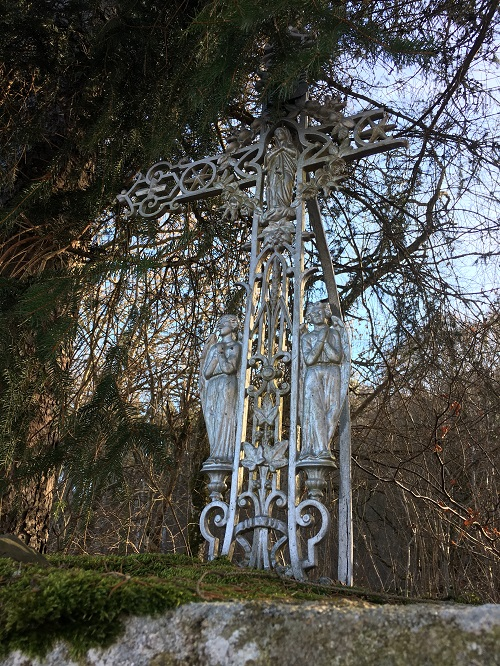
Croix Bourianne
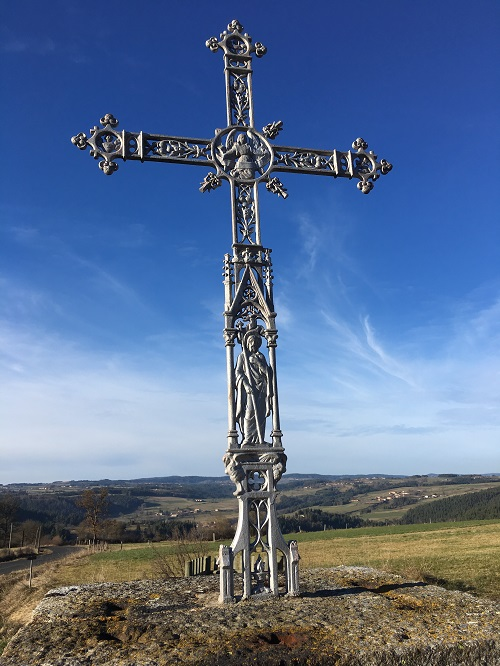
Croix Pilhac
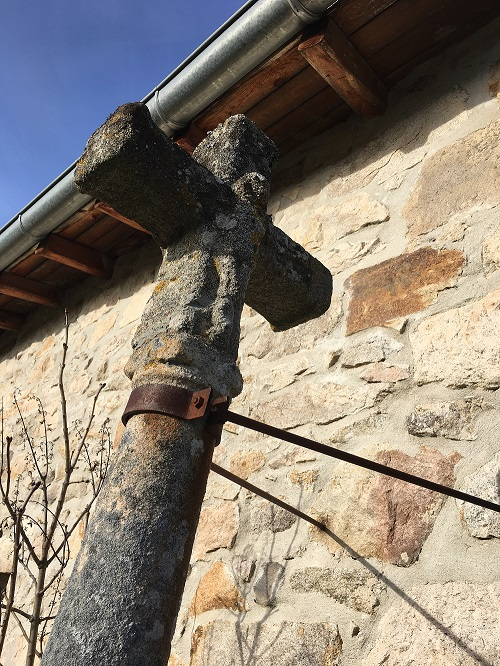
Croix Peret
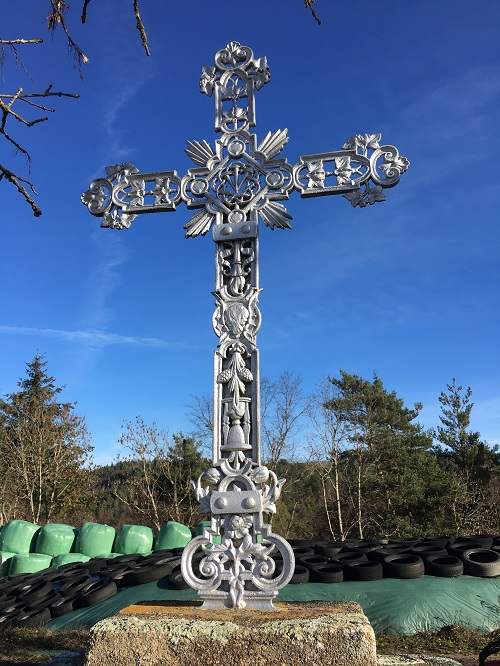
Croix le Fieu
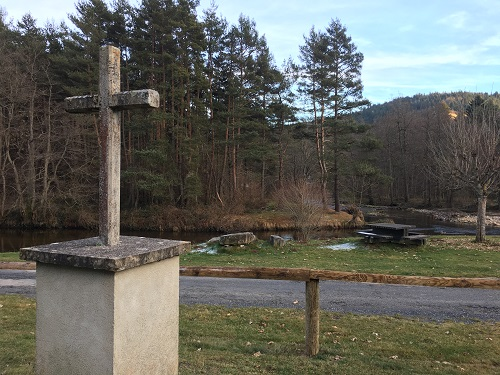
Croix Ancette